# Dumbrăvița (gmina w okręgu Braszów)
Dumbrăvița – gmina w Rumunii, w okręgu Braszów. Obejmuje miejscowości Dumbrăvița i Vlădeni. W 2011 roku liczyła 4624 mieszkańców. 